# Bharat Sanchar Nigam Limited

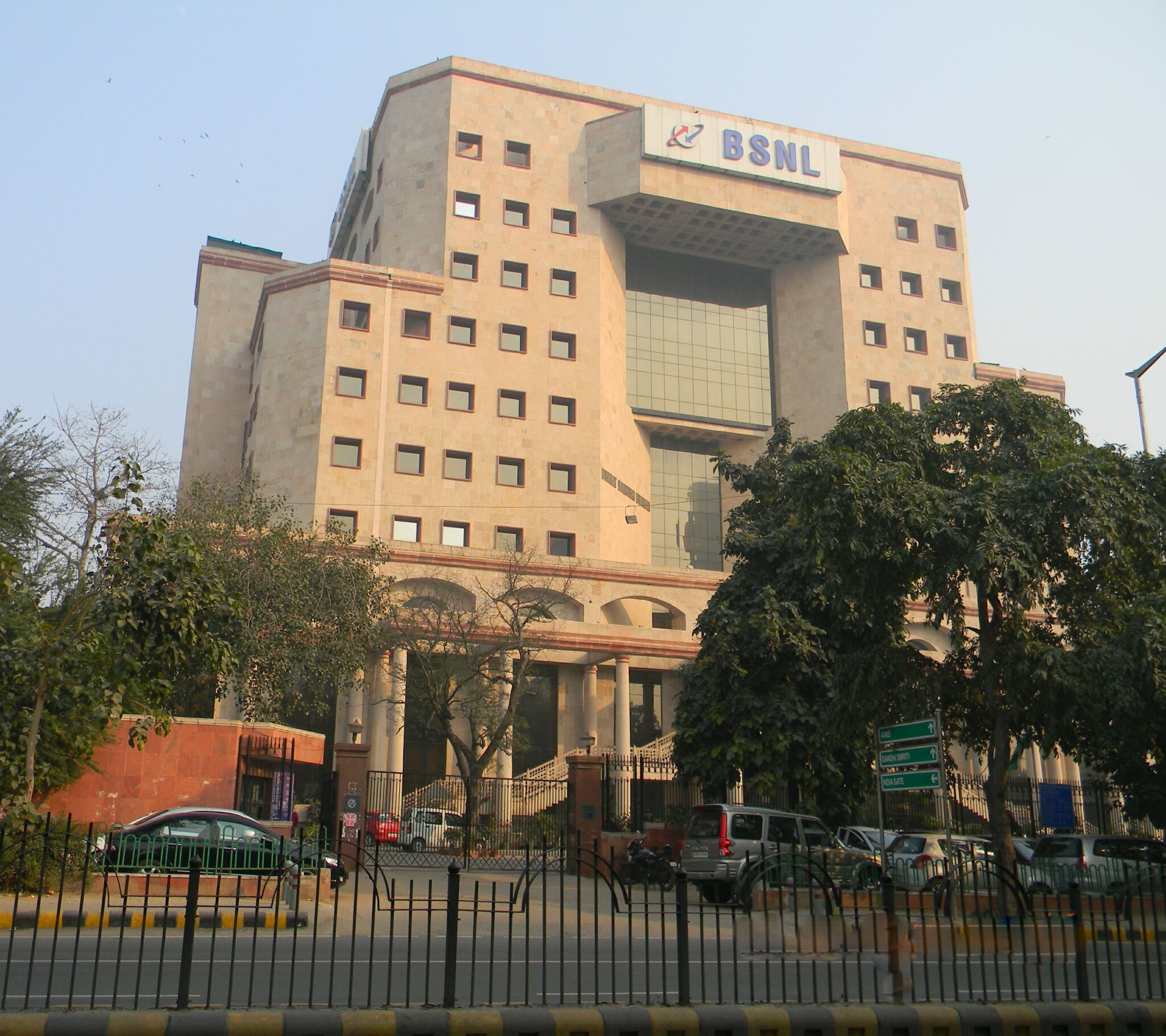
Bharat Sanchar Nigam Limited (BSNL), Hauptsitz 2011

Bharat Sanchar Nigam Limited (BSNL) ist das größte indische und weltweit siebtgrößte Telekommunikationsunternehmen.
Gegründet wurde BSNL Oktober 2000.
2007 beträgt die Zahl der bereitgestellten Telefonanschlüsse rund 47 Millionen. Die Mobilfunktochter CellOne hat rund 20 Millionen Kunden. Bei einem derzeitigen Umsatz von 8 Mrd. US-$ erzielten sie 2006 einen Gewinn von 2,26 Mrd. US-$.
Chairman und Managing Director (engl. für Generaldirektor) ist Kuldeep Goyal.